# Суетовское сельское поселение
Суетовское сельское поселение — муниципальное образование в составе Ярцевского района Смоленской области России.
Административный центр — деревня Суетово.
Главой поселения и Главой администрации является Митин Николай Михайлович.

## Географические данные
- Расположение: восточная часть Ярцевского района
- Граничит:
  - на северо-востоке — с Капыревщинским сельским поселением
  - на востоке — с Сафоновским районом
  - на юге — с Петровским сельским поселением
  - на юго-западе — с Ярцевским городским поселением
  - на западе — с Михейковским сельским поселением
  - на северо-западе — с Зайцевским сельским поселением
- По территории поселения проходят автодороги М1 «Беларусь» и Ярцево — Холм-Жирковский.
- По территории поселения проходит железная дорога Москва — Минск, имеется станция Свищёво.
- Крупные реки: Вопь, Ведоса.

## История
Образовано Законом Смоленской области от 28 декабря 2004 года. Законом Смоленской области от 25 мая 2017 года, в Суетовское сельское поселение с 5 июня 2017 года были включены все населённые пункты упразднённого Петровского сельского поселения.

## Население
| 2007  | 2011  | 2012  | 2013  | 2014  | 2015  | 2016  |
| ----- | ----- | ----- | ----- | ----- | ----- | ----- |
| 1189  | ↘1078 | ↗1135 | ↘1127 | ↗1129 | ↘1077 | ↗1090 |
| 2017  | 2018  | 2019  | 2020  | 2021  |       |       |
| ↘1068 | ↗2100 | ↘2020 | ↘2014 | ↘1798 |       |       |

## Населённые пункты
В состав поселения входят следующие 28 населённых пунктов:
| №  | Населённый пункт | Тип     | Население |
| -- | ---------------- | ------- | --------- |
| 1  | Боброво          | деревня | 8         |
| 2  | Буравлево        | деревня | 13        |
| 3  | Буяново          | деревня | 64        |
| 4  | Вышегор          | деревня | 2         |
| 5  | Горбыли          | деревня | 1         |
| 6  | Дарьино          | деревня | 3         |
| 7  | Дубины           | деревня | 24        |
| 8  | Заборье          | деревня | 39        |
| 9  | Замощье          | деревня | 33        |
| 10 | Засижье          | деревня | 169       |
| 11 | Клемятино        | деревня | 30        |
| 12 | Крапивка         | деревня | 24        |
| 13 | Кухарево         | деревня | 0         |
| 14 | Ланино           | деревня | 36        |
| 15 | Манчино          | деревня | 10        |
| 16 | Мачульники       | деревня | 2         |
| 17 | Ольхово          | деревня | 257       |
| 18 | Перелесь         | деревня | 13        |
| 19 | Петрово          | деревня | 321       |
| 20 | Погуляевка       | деревня | 16        |
| 21 | Постниково       | деревня | 107       |
| 22 | Прость           | деревня | 13        |
| 23 | Свищёво          | деревня | 60        |
| 24 | Суетово          | деревня | 794       |
| 25 | Федосово         | деревня | 26        |
| 26 | Хотеново         | деревня | 1         |
| 27 | Ярцево-Гурьево   | деревня | 0         |
| 28 | Ярцево-Сурменево | деревня | 0         |